# Amt Zeven
Das Amt Zeven war ein historisches Verwaltungsgebiet des Herzogtums Bremen bzw. des Königreichs Hannover, später der preußischen Provinz Hannover.

## Geschichte
Das im Herzogtum Bremen gelegene Amt wurde aus dem säkularisierten Besitz des früheren Benediktinerinnenklosters Zeven gebildet. Im Zuge der Verwaltungsreform von 1852 gab es eine Gemeinde an das neu gebildete Amt Horneburg und drei Gemeinden an das Amt Rotenburg ab. 1859 wurde es um Teile der Ämter Bremervörde, Achim und Rotenburg vergrößert. Ab 1867 bildete das Amt Zeven mit dem Amt Rotenburg den (Steuer-)Kreis Rotenburg. 1885 wurde es in die Kreisverfassung überführt und bildete daraufhin den Kreis Zeven, dessen Umfang dem vormaligen Amt entsprach.

## Amtmänner
- 1814–1839: Albrecht David Kotzebue, Amtmann
- 1840–1852: Georg Friedrich Carl von Pufendorf, Amtmann
- 1853–1861: Christian Friedrich Wilhelm Adolf Bansen, Amtmann
- 1861–1867: Friedrich Georg Ludwig Gottfried Maximilian von Engelbrechten
- 1867: von der Decken, Amtsassessor (vertretungsweise)
- 1867: Franz Carl Bollert, Amtmann (vertretungsweise)
- 1867–1868: August von Fumetti (kommissarisch)
- 1868–1877: Theodor Lueder
- (1877) 1879–1881: Ernst Ziegler, Amtmann
- 1881–1884: Heinrich Rottländer, Amtmann in Bremervörde (vertretungsweise)